# 조지 스티븐슨

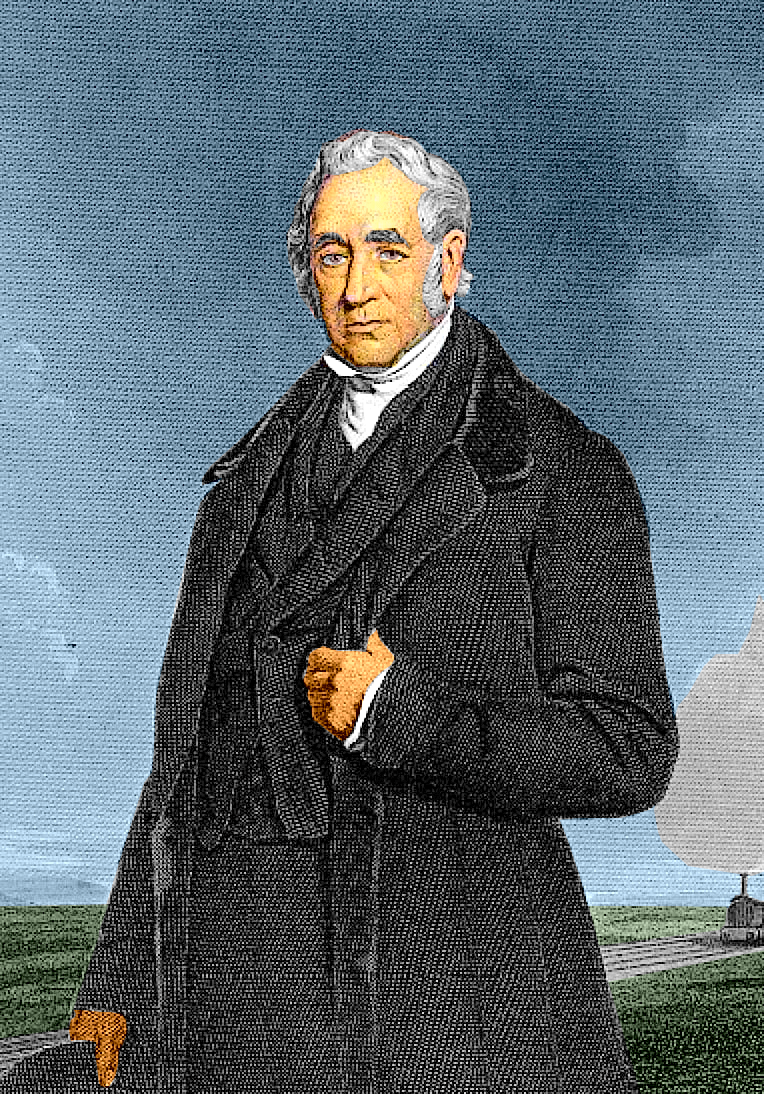
조지 스티븐슨

조지 스티븐슨(George Stephenson, 문화어: 죠지 스티븐슨, 1781년 6월 9일 ~ 1848년 8월 12일)은 영국의 발명가이다.

## 생애
뉴캐슬 부근의 와이램이라는 탄광촌에서 태어나 집안이 가난하여 학교에도 다니지 못하고 아버지와 함께 탄광에서 일하였다. 그러나 그는 그러한 어려움을 무릅쓰고 열심히 기계를 연구하여 1814년 처음으로 석탄 운반용 기관차를 탄광에서부터 항구까지 달리게 하는 데에 성공하였다. 1825년 스톡턴-달링턴 간에 철도를 부설, 세계 최초의 여객 철도용 기관차 ‘로커모션 호’가 발명자인 그에 의하여 움직였다. 그 후 본격적으로 리버풀-맨체스터 간의 철도를 개설하여 지방민의 반대와 사고, 곤란한 공사를 무릅쓰고 1829년 개통하였다. 같은 해인 1829년에 최초의 실용적인 기관차 로켓호를 개발했다. 그로부터 증기 철도의 가치가 인정되어 그의 명성이 굳어졌다. 그 후에도 여러 곳의 철도 부설 기사로서 활약하여 1830년 ~ 1840년 사이에 만들어진 주요한 철도는 그의 기술적인 지도를 받았다. 처음으로 증기 기관차를 발명한 그는 ‘철도의 아버지’라고 불리며, 그가 발명한 증기 기관차는 영국의 산업 혁명에 크게 이바지하였고, 세계의 교통 수단에 새로운 혁명을 가져왔다.

## 같이 보기
- 증기 기관차
- 산업 혁명
- 열차
- 로버트 스티븐슨 - 외아들